# Caucas

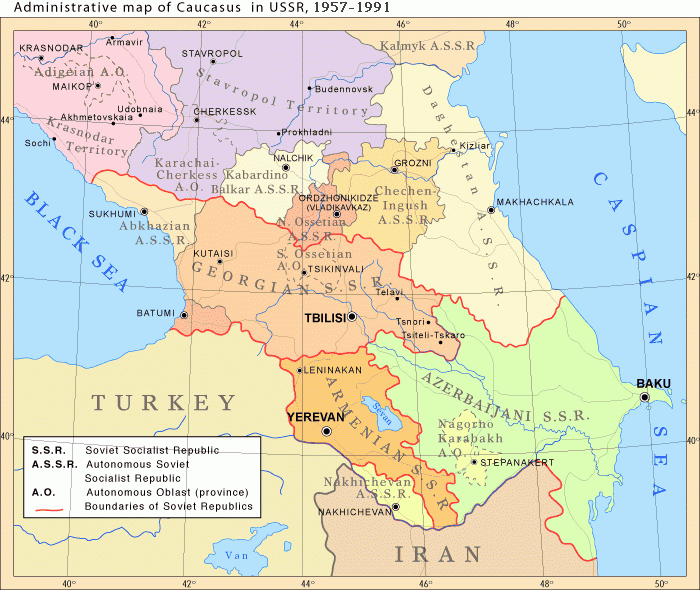
Mapa administratiu de la regió del Caucas de l'URSS, 1952-1991

Mapa administratiu de la regió del Caucas de 2025

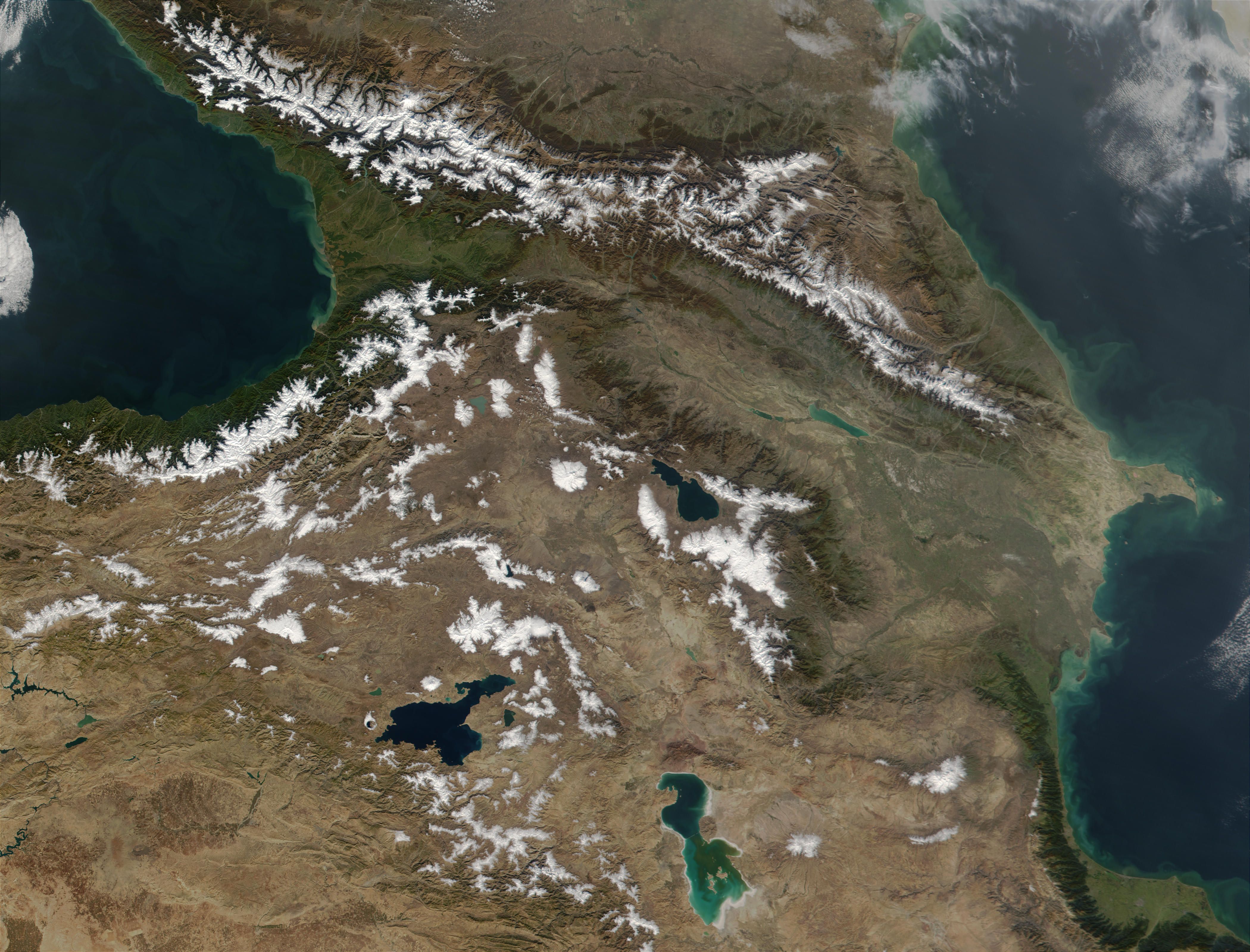
Les muntanyes del Caucas, a vista de satèl·lit

El Caucas, de vegades Cauquès, és una regió natural a l'est d'Europa i a l'oest d'Àsia, entre la mar Negra i la mar Càspia.
- Al vessant sud o Caucas del Sud (la Transcaucàsia), coexisteixen dos estats independents majoritàriament cristians, Geòrgia i Armènia, i un de majoritàriament musulmà, l'Azerbaidjan.
- El vessant nord o Caucas del Nord (Ciscaucàsia o Circàssia), que pertany a la Federació Russa, es divideix en set repúbliques autònomes: Txetxènia, Ossètia del Nord-Alània, Ingúixia, Kabardino-Balkària, Karatxai-Txerkèssia, Adiguèsia i el Daguestan; i dos territoris: el de Krasnodar i el de Stàvropol.

El pic més elevat del Caucas és el mont Elbrús, de 5.642 m, la muntanya més alta d'Europa.

## Etimologia
El nom deriva de Caucas, el mític ancestre dels nord-caucàsics. Caucas era fill de Tofamah i net de Jàfet. Els seus fills foren: Kartlos, ancestre dels georgians; Haik, ancestre dels armenis; Lekos, ancestre dels lesguians; Heros (Regne d'Herèthia); Movakos; Kavkas; i Egros (Egrisi).
El nom també podria provenir del grec Kaukasos, llegendari pastor escita, assassinat per Cronos a les muntanyes batejades en honor seu. En la mitologia grega, el Kaukasos era un dels pilars que sostenien el món. També s'afirma que Prometeu va ser encadenat en aquestes muntanyes per Zeus.
En els idiomes més rellevants de la regió, el nom és: en àvar: Кавказ - كافكاز Kavkaz, en txetxè: Kovk-Aze, en georgià: კავკასია k'avk'asia, en armeni: Կովկաս Kovkas, en àzeri: Qafqaz, en rus: Кавказ Kavkaz, en turc: Kafkasya.

## Geografia
El Ciscaucas inclou la major part de la gran serralada del Caucas o Grans Muntanyes del Caucas. Al Transcaucas, es troben les muntanyes del Caucas i les terres planes.
La cadena muntanyosa:
- Elbrús, de 5.642 m, a la Rússia europea, el cim més alt d'Europa.
- Dikh-Tau, 5.203 m, a la Rússia europea.
- Xkhara, 5.068 m, entre Geòrgia i Rússia.
- Kazbek, 5.047 m, a Geòrgia.
- Usba, 4.695 m.
- Uipata, 4.638 m.

Aquesta serralada, que es considera la divisió natural entre Europa i Àsia, és una àrea de gran importància ecològica, amb 6.400 espècies de plantes de muntanya, de les quals 1.600 són endèmiques de la regió. Els animals nadius inclouen, entre d'altres, lleopards, ossos, llops, bisons i àligues reials; entre els invertebrats, hi ha 1.000 espècies d'aranyes. La configuració és de grans àrees forestals amb una part de roca per damunt de la línia d'arbres. Els gossos pastors del Caucas (Ochvarka) són famosos arreu. La zona del Caucas central es troba coberta de nombroses glaceres; el Caucas occidental està
dominat per la presència d'abundants boscos, mentre que el Caucas oriental, situat a menor altitud i més sec, és una regió gairebé desèrtica. Aquests contrasts són menys visibles entre els vessants nord i sud de la serralada. La cadena muntanyosa està sovint tallada per vasts massissos volcànics, amb lava solidificada.

## Etnologia i lingüística
El Caucas com a regió històrica inclou una gran diversitat de pobles i nombroses llengües. S'estima que hi viuen unes 50 ètnies diferents. Només al Daguestan viuen una desena de nacions reconegudes, cadascuna amb la seva llengua pròpia. El rus n'és la lingua franca.
Els pobles més nombrosos són els georgians (4.600.000), els txetxens (800.000) i els àvars (500.000). De vegades, s'inclou els armenis i els àzeris entre els pobles caucàsics. Les llengües es divideixen en tres grups principals:
- Sud-caucàsiques o kartvelianes (principalment, el georgià).
- Nord-caucàsiques o abkhazadigués o circassià, o família pòntica (la principal, el kabardí).
- Caucàsiques del nord-est o nakhodaguestà, o família càspia (la principal, el txetxè).

Les religions principals són la cristiana a Geòrgia, Armènia (amb Nagorno Karabagh) i Ossètia, i la musulmana sunnita a la resta, incloent-hi Abkhàzia i Adjària. Hi ha un grup de jueus muntanyencs al Daguestan.

## Mitologia
- En la mitologia grega, el Caucas, o Kàukasos, era un dels pilars que suportaven el món. Prometeu hi fou encadenat per Zeus.